# 115-ös busz (Pécs)
A pécsi 115-ös jelzésű autóbusz Istvánakna, Somogy és a Belváros között közlekedik közvetlen csatlakozást biztosítva a várossal. Csak iskola előadási napokon reggel indul egyetlen járat. 32 perc alatt ér be a Zsolnay-szoborhoz vezető 14,3 km-es úton.

## Története
2007. szeptember 1-jén indult az első 115-ös járat a korábban sikeresen bevezetett 113Y és 114-es busz mintájára, azaz a csatolt falvakban mindenhol megáll (ahol a 80-as és a 15-ös járat), majd a Budai állomás után tovább közlekedik a Zsolnay-szoborig, de csak a frekventált megállókban áll meg. 1991 és 1995 között az M82-es járat (Uránváros–Petőfi-akna-járat) biztosított reggel 1 pár, délután 2 pár járattal közvetlen összeköttetést Somogy forduló és a Belváros között, István-akna és a Belváros között a 70-es évektől a 80-as évek végéig jártak közvetlen bányászjáratok a 12-es vonalán.
2014. február 1-jétől új útvonalon, 126-os jelzéssel közlekedik.

## Útvonala
| István-akna – Budai állomás – Zsolnay-szobor: |
| --- |
| - István-akna - Béta-aknai út - Kőbánya utca - Somogy utca - Búzakalász utca - Őrmezei út - Pécsváradi út - Zsolnay Vilmos út - Rákóczi út - Zsolnay-szobor |

## Megállóhelyei
| 115 (István-akna → Zsolnay-szobor) |                           | |                                                                                              |
| Perc (↓)                           | Megállóhely               | Átszállási kapcsolatok a járat megszűnésekor                                                                    | Létesítmények                                                                                |
| 0                                  | István-akna végállomás    | 12, 80 |                                                                                              |
| 1                                  | István-akna I.            | 12, 80 |                                                                                              |
| 2                                  | István-akna II.           | 12, 80 |                                                                                              |
| 5                                  | Rücker-akna               | 80 |                                                                                              |
| 7                                  | Somogy kőbánya            | 80 |                                                                                              |
| 9                                  | Somogy                    | 15, 80 |                                                                                              |
| 10                                 | Somogy utca               | 15 |                                                                                              |
| 11                                 | Somogy templom            | 13, 13A, 14, 15, 114                                                                                            |                                                                                              |
| 12                                 | Somogy temető             | 13, 13A, 14, 15, 114                                                                                            |                                                                                              |
| 13                                 | Somogy vasútállomás       | 13, 13A, 14, 15, 114                                                                                            |                                                                                              |
| 15                                 | Somogy-vasasi elágazás    | 13, 13A, 14, 15, 113, 113Y, 114                                                                                 |                                                                                              |
| 17                                 | Ördögárok                 | 13, 13A, 14, 15, 114                                                                                            |                                                                                              |
| 18                                 | Danitz-puszta             | 13, 13A, 14, 15, 114                                                                                            |                                                                                              |
| 20                                 | Eperfás út                | 13, 13A, 14, 15, 113, 113Y, 114                                                                                 | BIOKOM telephely                                                                             |
| 21                                 | Andrássy utca             | 13, 13A, 14, 15, 114                                                                                            |                                                                                              |
| 22                                 | Budai Állomás             | 2, 2A, 11, 12, 13, 13A, 14, 15, 16, 21, 31, 31A, 43, 60, 113, 113Y, 114                                         | Autóbusz-állomás                                                                             |
| 24                                 | Gyárvárosi iskola         | 2, 2A, 21, 31, 31A, 43, 60, 113Y, 114                                                                           | Gyárvárosi templom, Szieberth Róbert Általános Iskola és Alapfokú Művészetoktatási Intézmény |
| 28                                 | 48-as tér                 | 2, 2A, 20, 20A, 21, 31, 31A, 43, 60, 113Y, 114                                                                  | Egyetemi kollégium, Egyesített Egészségügyi Intézmény kirendeltsége, EKF kulturális negyed   |
| 30                                 | Árkád                     | 2, 2A, 3, 4, 6, 7, 20, 20A, 27, 31, 31A, 38, 38A, 39, 40, 43, 71, 72, 113Y, 114, 161, 162                       | Árkád, Konzum áruház, Anyakönyvi Önkormányzat, APEH, Skála                                   |
| 32                                 | Zsolnay-szobor végállomás | 2, 2A, 3, 4, 6, 7, 20, 20A, 27, 30, 31, 31A, 32, 34, 35, 35A, 36, 37, 38, 38A, 39, 40, 43, 44, 71, 72, 161, 162 | Postapalota, OTP, ÁNTSZ, Megyei Bíróság, Zsolnay-szobor                                      |